# Blogosfera românească
Blogosfera românească reprezintă totalitatea blogurilor scrise în limba română , formând o rețea și cuprinzând bloguri din toate domeniile (design, personal, informatică, afaceri, știri etc.). Se estimează că numărul acestora este în jur de 20.000, însă numai o parte dintre ele (aprox. 10.000) sunt active, cu o durată de peste 6 luni și un ritm al articolelor de cel puțin unul pe săptămână.

## Caracteristici
Ca și celelalte mijloace de informare, blogosfera își poate informa, dar și dezinforma cititorii. Blogurile de calitate din blogosferă sunt legate între ele, formând un cerc al bloggerilor, informațiile importante fiind transmise aproape instantaneu pe toate blogurile.
Deși este prea mică pentru a schimba sau a crea noi opinii, comunitatea bloggerilor români pare, privită din exterior, a fi una destul de închegată. Unii dintre membrii ei se întâlnesc chiar și în lumea reală, pentru a-și împărtăși părerile și opiniile nu doar pe cale virtuală.
Importanța crescândă a blogurilor în peisajul Internetului românesc este subliniată și de apariția cotidiană în ziarul 7Plus a unei pagini conținând fragmente din cele mai bune bloguri românești, selecția fiind făcută de o scriitoare care este în același timp autoarea unui blog foarte popular.
Blogosfera românească cuprinde bloguri cu diferite tematici, de la bloguri generaliste până la bloguri de nișă, cum ar fi blogurile de relații publice, călătorii, sport, muzică, modă, etc.
În conformitate cu studiul Zelist, în mai 2020, existau 96.702 bloguri, dintre care 13.605 active.
În fiecare an, are loc concursul Roblogfest, unul dintre cele mai populare concursuri de bloguri din blogosfera românească.